# لیف دیویس
لیف دیویس (انگلیسی: Leif Davis؛ زادهٔ ۳۱ دسامبر ۱۹۹۹) بازیکن فوتبال اهل بریتانیا است.
از باشگاه‌هایی که در آن بازی کرده‌است می‌توان به باشگاه فوتبال مورکم اشاره کرد.